# We Died, They Remixed
We Died, They Remixed es un álbum de remixes de la banda australiana Architecture in Helsinki. El disco contiene remixes de todas las canciones de su segundo disco, In Case We Die y dos reversiones de "Do the Whirlwind" (una de Safety Scissors y la otra de Hot Chip). También aparece la canción "Like a Call", de su álbum debut, Fingers Crossed.

## Lista de canciones
1. "Do the Whirlwind (Safety Scissors)" - 4:38
2. "It'5! (Poutine Dream Mix 33hz & Ming)" - 4:49
3. "Wishbone (Franc Tetaz)" - 3:39
4. "Neverevereverdid (Cave Rave Remix YACHT)" - 4:14
5. "Frenchy I'm Faking (Dat Politics Remix)" - 2:35
6. "Tiny Paintings (Tiny Paintings Remix Squeak E. Clean and Koool G)" - 4:03
7. "The Cemetery (Cemetery Sass Emerary New Buffalo)" - 2:56
8. "In Case We Die (DJ Medhi)" - 3:52
9. Do the Whirlwind (Hot Chip)" - 4:38
10. "Need to Shout (Mocky)" - 3:20
11. "Maybe You Can Owe Me (Qua)" - 3:38
12. "What's in Store (Up All Night Remix Mountains in the Sky)" - 4:00
13. "Rendezvous (Potero Hill Isan Three Point Four Five Five Mix Isan)" - 6:28
14. "Like a Call (Buy Me Now I'm Cheap Remix Jeremy Dower)" - 5:20